# Philippe Lebon
Philippe Lebon (Brachay, 29 maggio 1767 – Parigi, 1º dicembre 1804) è stato un inventore francese.
Nel 1786 brevettò il primo sistema di illuminazione a gas della storia; morì assassinato.
Philippe Lebon era un chimico.
Per dimostrare l'efficacia e i vantaggi delle sue "termolampade", affittò a Parigi un palazzo privato nell'isola di Saint Louis e vi allestì un laboratorio.
In seguito, egli installò un circuito d'illuminazione di sua invenzione per illuminare la facciata , l'interno e anche il parco del municipio di Seignelay; i parigini, pagando un modico prezzo d'ingresso, poterono ammirare un nuovo tipo d'illuminazione: bastava aprire alcuni rubinetti e accendere il gas che usciva da tutti i tubi installati per ottenere una vivida luce; il gas utilizzato, era semplicemente quello che si libera dal legno che viene scaldato per distillarlo.